# 31581 Onnink
31581 Onnink è un asteroide della fascia principale. Scoperto nel 1999, presenta un'orbita caratterizzata da un semiasse maggiore pari a 2,2749564 UA e da un'eccentricità di 0,1158007, inclinata di 5,52150° rispetto all'eclittica.